# Christopher Fiola
Christopher Fiola (22 september 1996, Montreal) is een Canadese langebaanschaatser. In 2023 won Fiola in Heerenveen bij het WK Afstanden met Canada goud op de teamsprint. Hij won deze gouden medaille samen met zijn eveneens Franstalige teamgenoten Laurent Dubreuil en Antoine Gélinas-Beaulieu.

## Records

### Persoonlijke records
| Afstand     | Tijd     | Datum           | Baan    |
| ----------- | -------- | --------------- | ------- |
| 500 meter   | 34,44    | 19 maart 2022   | Calgary |
| 1000 meter  | 1.08,43  | 19 maart 2022   | Calgary |
| 1500 meter  | 1.46,24  | 19 maart 2017   | Calgary |
| 3000 meter  | 3.53,45  | 10 oktober 2015 | Calgary |
| 5000 meter  | 6.38,47  | 17 maart 2017   | Calgary |
| 10000 meter | 14.42,07 | 15 maart 2014   | Calgary |

(laatst bijgewerkt: 14 maart 2023)

## Resultaten
| Jaar | WK Sprint                | WK Afstanden          | WK Junioren           |
| ---- | ------------------------ | --------------------- | --------------------- |
| 2015 |                          |                       | 8e (13e, 9e, 7e, 13e) |
| 2016 |                          |                       | 6e · (, 16e, 6e, 18e) |
|      |                          |                       |                       |
| 2019 | 19e (17e, 20e, 17e, 21e) | 23e 500m              |                       |
|      |                          |                       |                       |
| 2023 |                          | 12e 500m · teamsprint |                       |
|      |                          |                       |                       |
| 2025 |                          | 20e 500m              |                       |

(#, #, #, #) = afstandspositie op sprinttoernooi (500m, 1000m, 500m, 1000m) of op juniorentoernooi (500m, 1500m, 1000m, 5000m).